# توكل (بشت أربابا)
توکل (بالفارسية: توکل) هي قرية تقع في إيران في قسم بشت أربابا الريفي. يقدر عدد سكانها بـ 220 نسمة بحسب إحصاء 2016.